# Pozořice
Pozořice (in tedesco Posorschitz) è un comune mercato della Repubblica Ceca facente parte del distretto di Brno-venkov, in Moravia Meridionale.